# سیمون چرچ
سیمون چرچ (هلندی: Simon Church؛ زادهٔ ۱۰ دسامبر ۱۹۸۸) یک بازیکن فوتبال اهل بریتانیا است.